# Anrong
Anrong är en socken i Kina. Den ligger i provinsen Shanxi, i den norra delen av landet, omkring 180 kilometer norr om provinshuvudstaden Taiyuan. Antalet invånare är 11 023. Befolkningen består av 5 336 kvinnor och 5 687 män. Barn under 15 år utgör 15,0 %, vuxna 15-64 år 73 %, och äldre över 65 år 10,0 %.
Runt Anrong är det ganska tätbefolkat, med 139 invånare per kvadratkilometer. Närmaste större samhälle är Daiyue, 5,6 km norr om Anrong. Trakten runt Anrong består i huvudsak av gräsmarker.
Genomsnittlig årsnederbörd är 633 millimeter. Den regnigaste månaden är juli, med i genomsnitt 184 mm nederbörd, och den torraste är januari, med 3 mm nederbörd.